# Motorenwärter

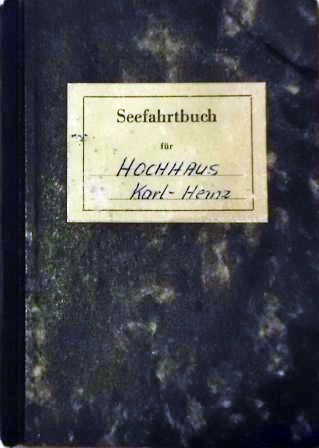
Seefahrtbuch

Im klassischen Schiffsbetrieb der deutschen Seeschifffahrt war Motorenwärter die Bezeichnung für einen schiffstechnischen Beruf in der Maschinenanlage, in Landbetrieben zu vergleichen mit einem Maschinenschlosser.
Der Motorenwärter hatte in der Regel an Land einen metallverarbeitenden Beruf erlernt, z. B. Maschinenschlosser  oder Kfz-Schlosser. Er bewarb sich mit Vorlage des Gesellen- oder Facharbeiterbriefes bei einer Reederei und wurde für ein Schiff vorgesehen. Mit den notwendigen Anstellungspapieren für dieses Schiff und nach einer gesundheitlichen Untersuchung wurde er vom Seemannsamt dann als Reiniger für dieses Schiff gemustert. Dazu wurde ihm vom Seemannsamt ein Seefahrtsbuch mit Foto ausgestellt und ausgehändigt. Nach zwei Jahren Fahrtzeit als Reiniger wurde er in der Regel zum Motorenwärter befördert. Bei guter Führung, sehr guten handwerklichen und organisatorischen Fähigkeiten konnte er nach 3 bis 5 Jahren von der Reederei zum Storekeeper befördert werden.
Diesen Berufsweg gibt es heute nicht mehr in der deutschen Seeschifffahrt, er wurde 1983 durch den Beruf des Schiffsmechanikers ersetzt. Der Schiffsmechaniker ist eine universell einsetzbare Fachkraft, der den Matrosen an Deck und den Motorenwärter im Maschinenraum ersetzt hat. Dennoch wird die Bezeichnung (engl. "Motorman") weiterhin für Besatzung mit ausländischen Qualifikationen verwendet, sowie um das Erfahrungsniveau und die Hierarchie der Maschinenbesatzung zu differenzieren. 
In der Binnenschifffahrt lautet die Berufsbezeichnung Matrose-Motorenwart.